# Ariadna arthuri
Ariadna arthuri är en spindelart som beskrevs av Alexander Petrunkevitch 1926. Ariadna arthuri ingår i släktet Ariadna och familjen sexögonspindlar. Inga underarter finns listade i Catalogue of Life.